# 수신신호강도
수신신호강도(영어: Received Signal Strength Indication)란, 무선 수신기에서 수신되는 전력이 얼마인지 그 수치를 말하는 것이다. 수신기에 들어 오는 신호 전력을 의미하기 때문에 안테나의 이득이나 회로 내부의 손실은 고려하지 않는다.

## 같이 보기
- 와이파이 위치 획득 체계